# 自行車踏板

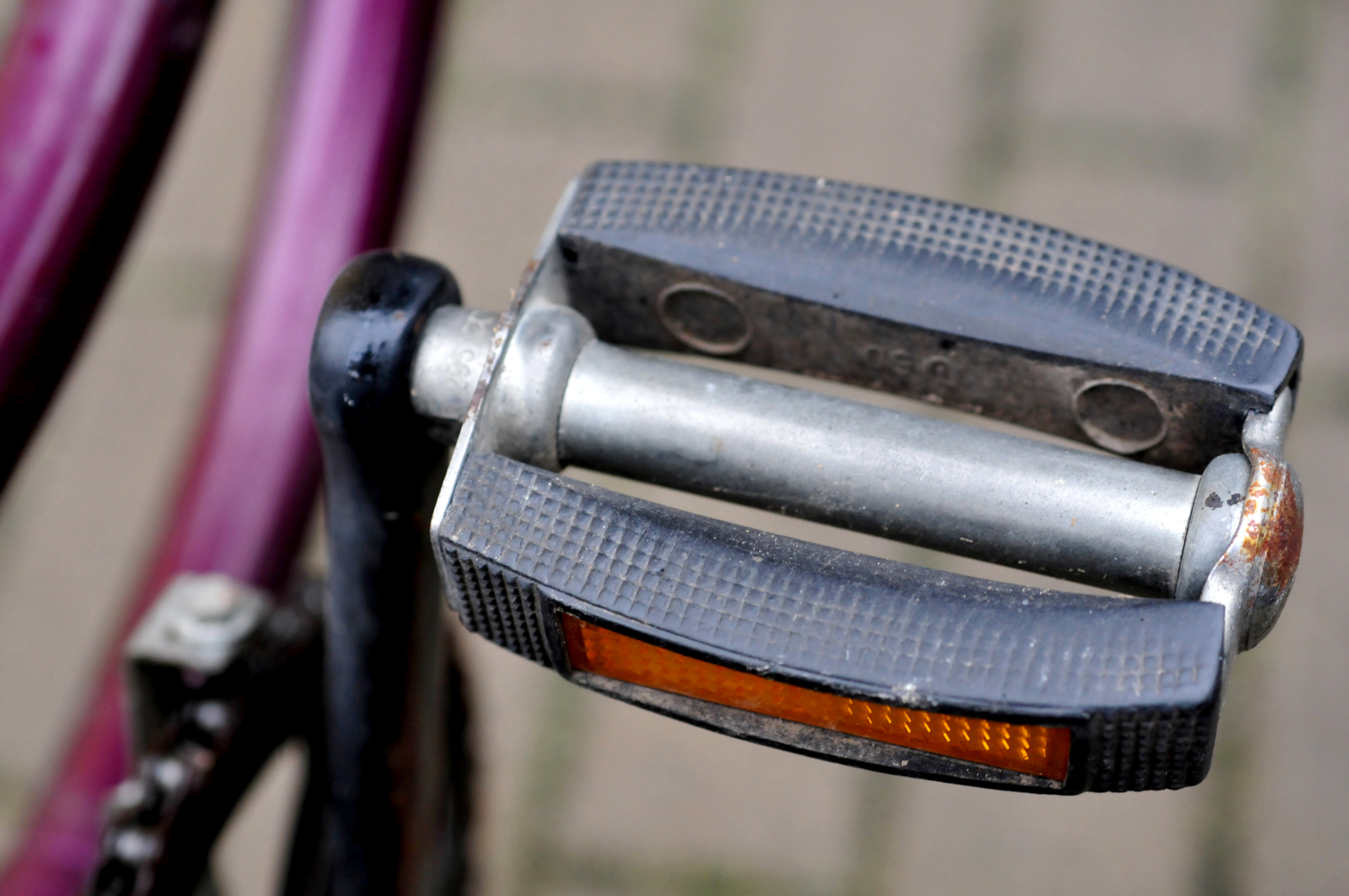
自行車踏板

自行車踏板是自行車的一部分，騎車者騎車時用腳踩住踏板後用力蹬踏以帶動曲柄和牙盘轉動，並進而推动自行车的车轮向前滾動。踏板通常由一个穿入曲柄一端的主轴和脚托组成，脚托可以相對於主轴自由转动。